# Botanophila medoga
Botanophila medoga este o specie de muște din genul Botanophila, familia Anthomyiidae, descrisă de Fan în anul 1988. Conform Catalogue of Life specia Botanophila medoga nu are subspecii cunoscute.